# Transoxiana

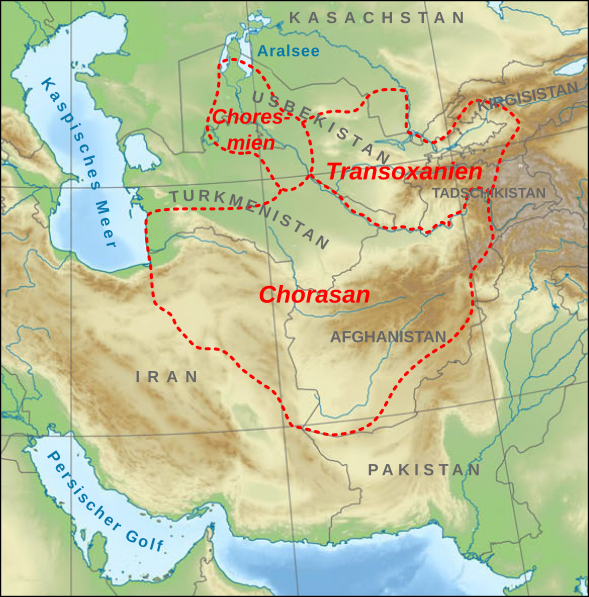
Transoxiana

Transoxiana sau Transoxiania este o regiune antică a Asiei Centrale, cuprinzând zone din statele moderne Uzbekistan, Tadjikistan, sudul Kîrgîzstanului și sud-vestul Kazahstanului, situată între râurile Amudaria (în Antichitate: Oxus) și Sîrdaria (în antichitate: Jaxartes). A fost o satrapie ahemenidă sub numele de Sogdiana.

## Etimologie
Denumirea Transoxiana, de origine latină, semnifică „peste râul Oxus” (denumirea grecească pentru Amu Daria).
În persana de mijloc, era cunoscută ca prdry sau Faraa-rood (traducere: „ceea ce este dincolo de râu”), iar după cucerirea arabă este numită mā warā' an-nāhr.

## Istoric
Transoxiana a fost punctul cel mai nordic al lumii elenistice, creată de Alexandru cel Mare. În perioada Imperiului Sasanid pentru a se deosebi de Bactria este denumită Sogdiana (numele unei satrapii persane).
Exploratorul și ambasadorul chinez, Zhang Qian, descrie Transoxiana în voiajul său spre Regatul Greco-Bactrian și Parția (pe care o consideră o civilizație urbană avansată). Devine un centru cultural și științific sub Imperiul Sasanid, și o regiune bogată datorită Drumului Mătăsii. Principalele orașe sunt Samarkand și Buhara, centre culturale și științifice 
După cucerirea arabă a Iranului, Transoxiana devine refugiul a numeroși nobili persani până în secolul al VIII-lea când este cucerită de musulmani.
Dinastia chineză Tang ocupă partea estică ca în 1219, Ginghis Han să integreze întreaga regiune în imperiul său. În 1369, Timur Lenk a creat din Samarkand o capitală a viitorului său imperiu.